# آمون دول ۲
آمون دول ۲ (آلمانی: Amon Düül II) گروه موسیقی راک آلمانی است که از پایه‌گذاران سبک کراوت‌راک به‌شمار می‌رود.